# Слонськ-Дольни
Слонськ-Дольни (пол. Słońsk Dolny) — село в Польщі, у гміні Александрув-Куявський Александровського повіту Куявсько-Поморського воєводства.
Населення — 277 осіб (2011).
У 1975-1998 роках село належало до Влоцлавського воєводства.

## Демографія
Демографічна структура станом на 31 березня 2011 року:
|          | Загалом | Допрацездатний вік | Працездатний вік | Постпрацездатний вік |
| -------- | ------- | ------------------ | ---------------- | -------------------- |
| Чоловіки | 133     | 23                 | 94               | 16                   |
| Жінки    | 144     | 26                 | 86               | 32                   |
| Разом    | 277     | 49                 | 180              | 48                   |